# Dél-szlovákiai borvidék

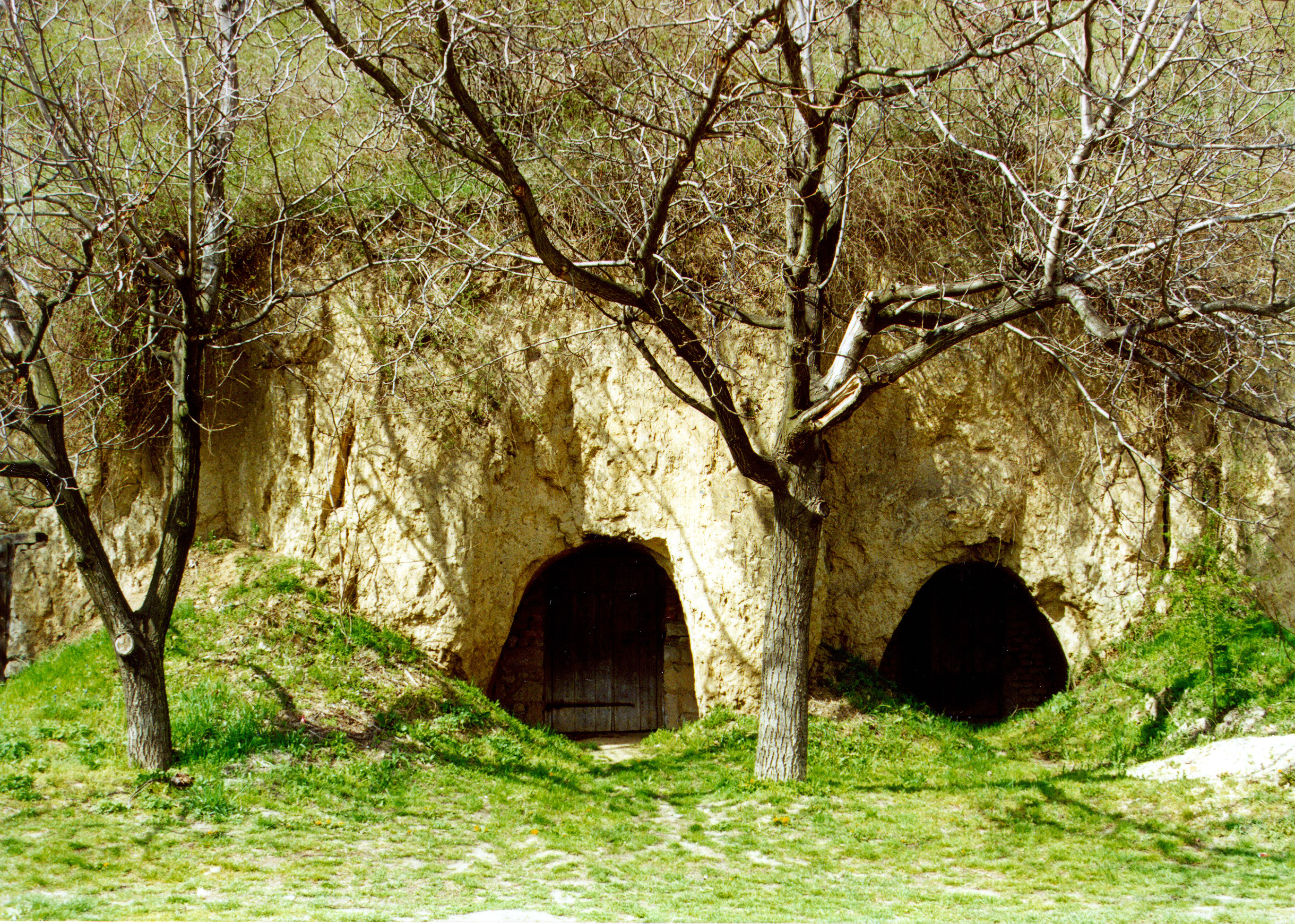
Helemba pincészetei

A dél-szlovákiai borvidék az egykori csehszlovák közigazgatási beosztás alapján (tehát a termőhelyi adottságokat figyelmen kívül hagyva) kijelölt borvidék a Duna északi partvidékén Pozsonypüspökitől Ipolyszalkáig. A tájegység magában foglalja a teljes Csallóközt, ahol inkább a 20. század második felében kezdtek szőlőt telepíteni ott, ahol már a gabona sem nagyon termett meg.
A borvidéken mintegy 9000 ha-on termesztenek szőlőt, de a hivatalos termőterület csak 5345 hektár.
A legjobb szőlő a Garam-mente délnek–délnyugatnak néző dombjain terem. Az országban itt van a legtöbb napsütötte óra, és bár a talajok nem egyneműek, de az összetételük kiválóan megfelel a szőlő igényeinek, ráadásul a három folyó speciális mikroklímát teremt. A talajok alapkőzete igen változatos:
- a Duna mentén homok,
- a Muzsla környékén meszes lösz,
- Kürtnél vályog,
- a Garam mentén kötött agyag,
- Garamkövesd és az Ipoly között andezit.

A talajok sokszínűsége a borokban izgalmas variációkat teremt.
Ezt a területet az elcsatolás után szorították a dél-szlovákiai borvidékbe. Korábban nagyobb részét a Neszmély-Ászár borrégióhoz sorolták, és a 18–19. században a három folyó völgyében található szőlőtermesztő falvak legtöbbje az esztergomi érsekséghez tartozott. Garamkövesd és Helemba a „kovácspataki hegyek” része volt, Ipolyszalka pedig a Pest–Nógrád bo0rvidéké. Termőterülete hivatalosan 5345 hektár, A kürti borfesztivál sikere alapján az egész Alsó-Garam-menti borvidéket kürtinek kezdték nevezni, amit a többi település borászai természetesen, nehezményeztek.
A történelemben a szőlő- és borkultúrának három pólusa alakult ki:
- egyházi,
- főúri birtokok, illetve
- kisebb parasztpincék.

Utóbbiak szép emlékei a többszáz présházból álló pincefalvak, pincesorok Kéménden, Garamkövesden, Kisújfalun. A nagybirtokok kastélyok köré összpontosultak, ezek még ma is megvannak például Bélán, Fűrön, Sárkányfalván, és bár az esztergomi érsekségnek már nincs saját szőleje, több családi pince az egykori dézsmapincékbe költözött.
Nem sokkal a rendszerváltás után megszűnt a térséget meghatározó párkányi állami borüzem. Akkoriban nagyon sok szőlőt adtak el más borvidékekre, maga a szőlőtermesztés pedig visszaesett. Jelenleg úgy becsülik, hogy 300 hektár termését viszik ki a régióból szőlő formájában.
A régióvá szerveződés csírája a 3 Folyó Völgye borrégiónak elnevezett társulás megalapítása. Ezt a Duna, a Garam és az Ipoly öleli körül, és nagyjából a Komárom–Érsekújvár–Ipolyság háromszögben helyezhető el. Belevették még az Ipolyság utáni Ipolynyék falut is, ahol szintén izgalmas borokat készítenek. A szándékolt régió (magva) egyelőre a dél-szlovákiai borvidéken belül létezik.

## Földrajzi helyzete
A térség legmagasabb pontja a 395 méter magas Keserős-hegy, Garamkövesd mellett. A muzslai Nagy-hegy 239 méter magas. A szőlőket  100–250 méter magasan ültetik a délnek–délnyugatnak néző domboldalakra.

## Éghajlata
A napsütéses órák száma az egész Felvidéken Párkány térségében a legmagasabb, 2200–2300. A 10,2–10,3 °C éves átlaghőmérséklet a legtöbb nyugat- és észak-magyarországi borvidékénél több. Az éves csapadék mindössze 520–550 mm, ami kifejezetten száraz. Más borvidékekhez hasonlóan itt is sok múlik a mikroklímán, a három folyó (Duna, Garam, Ipoly) és holtágaik vízfelületének hatásán, egy-egy völgy, dűlő fekvésén, egyedi adottságain. Sokat mond az a tény, hogy a kovácspataki természetvédelmi területeken (Garamkövesd mellett) olyan, szubmediterrán klímára jellemző növény- és állatfajok fordulnak elő, mint:
- a törpe mandula (Amygdalus nana (syn. Prunus tenella)),
- az árvalányhaj (Stipa spp.) vagy éppen
- a pannon gyík (Ablepharus kitaibelii fitzingeri).

## Talajai
A leggyakoribb a löszös, agyagbemosódásos Ramann-féle barna erdőtalaj. A barna erdőtalaj elsősorban a Garam balparti dombjain jellemző Zselíztől Garamkövesdig. Garamkövesdtől Helembáig, azaz az Ipoly torkolatáig viszont már az andezit és tufája az alapkőzet, amelyre agyagos lösz települ. Helyenként barna erdőtalaj alakult ki. Ez a vulkáni alapkőzet átnyúlik a Garam alatt a folyó jobb partján elterülő Nánáig és Hegyfarokig. Egyes dűlőkben andezit-törmelék nehezíti a művelést, cserébe viszont a nyári időszakban igen meleg, szinte mediterrán viszonyokat teremt. A Garam jobb partján, Párkánytól nyugatra, a Hegyfarokkal kezdődik az a dombság, amelynek déli, napsütötte oldalait elsősorban lösz, agyagos lösz, agyagbemosódásos barna erdőtalaj és vályogtalaj jellemzi, némi vulkáni törmelékkel. Muzsla környékére inkább a lazább lösz jellemző, míg Kürtön az agyagos, kötöttebb talaj gyakori. Az üledéke meszesek, ezért szép savú, illatos borok kerülhetnek ki a pincékből. Az Ipoly jobb partjának dűlőin az alapkőzet agyag és homok andezittörmelékkel. Itt a talaj kötöttebb: barna erdőtalajjal és agyagos lösz.

## Borászatok
A borászatok egészen eltérő elvek szerint termelnek:
- Az autentisták a lehető legkevesebb beavatkozással igyekeznek bort előállítani természetesen bioszőlőből. Azt vallják, hogy így még jobban megmutatkozik a bor terroire jellege.
- Van, aki az újonnan kinemesített fajtákra esküszik és komoly marketingmunkát fordít a megismertetésükre.
- Megint mások a hagyományokra alapoznak, de igénybe veszik a modern technológia eszközeit.

Egon Müller, egy neves német borász visszavásárolta felesége elődeinek lerobbant kastélyát. bélai kastélyt kell megemlíteni elsőként, ahol Egon Müller, egy neves német borász visszavásárolta felesége elődeinek lerobbant kastélyát élán, hogy pincészetet és kastélyszállót alakítson ki benne. Szlovákiából egyedül az ő 2001-es rizlingje került be a világ száz legjobb bora közé.
Kürtön termel az autentista Sütő Zsolt, aki főleg Észak-Európába szállít, és akinek a borai a Michelin-csillagos éttermek borlapjain szerepelnek.
A Kasnyik-borászat ugyancsak autentista.
A bioborral foglalkozó Bott Frigyest 2022-ben is beválogattak a Borászok Borásza versenybe.
A Világi borászat szintén a 3 Folyó Völgye szövetség alapító tagja. Egy gazos domboldalban telepítettek új szőlőt a festői Helembán, ahol az Ipoly a Dunába torkollik, és ott építették fel a borgazdaságot is.
Ugyancsak alapító tag a Fűri-kastély. Ezt egy felvidéki magyar vállalkozó újította fel, ezzel megmentve a történelmi kastélyt. Szállót és éttermet alakított ki benne, és mellé egy borászatot is épített. Nincs saját szőlőterületük, de helyi szőlőket dolgoznak fel az újonnan nemesített fajtákra koncentrálva.

## Szőlő- és borfajták
A filoxéravész előtti jellemező fajták:
- mézes fehér,
- pozsonyi leányka,
- juhfark,
- szent Lőrinc,
- kékoportó,
- kékfrankos.

Később vált divatossá:
- olaszrizling,
- kék burgundi,
- fehér burgundi,
- peszeki leányka.

A jelenlegi fő fajták:
- olaszrizling,
- zöld veltelini,
- szent Lőrinc,.

Ezekhez falvanként váltakozva csatlakozik még:
- leányka,
- királyleányka,
- furmint,
- kék burgundi,
- fehér burgundi,
- kékfrankos.

A régió és egyben Szlovákia kiemelkedő szőlőnemesítője Korpás András, aki egész életében kereste a régióhoz illő új fajtákat. Fajtagyűjteményében több mint ezer fajta, fajtajelölt és klón sorakozik. Az általa nemesített fajták közül jelentősebbek:
- a Devín (piros tramini x piros-fehér veltelini) fehér borszőlő,
- a Dunaj (Bouchet x Oportó) kék borszőlő,
- a Pálava és
- az André.